# 瞳に映らない
「瞳に映らない」（ひとみにうつらない）は、indigo la Endのメジャー1stシングル。2014年9月24日にワーナーミュージック・ジャパンから発売された。

## 概要
メジャーデビュー後初のシングル作品。初回プレス特典としてindigo la Endアーティスト写真ステッカー、2014年9月から10月にかけて開催されたワンマンツアー「ハートは4つ」の各会場で会場限定オリジナル缶バッジと交換出来る引き換え券が封入されていた。
ベースの後鳥亮介の加入後初の作品とである。

## 収録曲
- 全曲作詞・作曲：川谷絵音

1. 瞳に映らない [3:44]
PVには波瑠が出演している。
テレビ東京系『JAPAN COUNTDOWN』2014年9月度エンディングテーマ。
2. ハートの大きさ [3:54]
3. シベリアの女の子 [3:24]
4. 幸せな街路樹 [6:50]
ライブ会場限定シングル「幸せな街路樹.ep」に収録されていたものを収録。